# Івасюк Інна Віталіївна
І́нна Віта́ліївна Івасю́к (* 1977, с. Рашків, Хотинський район, Чернівецька область) — українська майстриня з виготовлення ляльок, авторка понад тисячі ляльок-маґодз.

## Біографія
1992 року вступила до Вижницького коледжу прикладного мистецтва імені В. Ю. Шкрібляка, де навчалась на кафедрі художньої вишивки. 1997 року вступила до Львівської національної академії мистецтв, відтак навчалась на кафедрі моделювання костюма, де 2001 року здобула кваліфікацію бакалавра художника-дизайнера, а 2003 — отримала диплом магістра.

## Виставки
Із закінченням навчання, а саме з виготовленням дипломної роботи, розпочалася участь у різноманітних виставках.
2003 року Інна Івасюк брала участь у конкурсі молодих дизайнерів одягу «Новий колорит» м. Мукачеве, Україна, з колекцією «Чорне чи біле? Біле…», яка отримує Гран-прі.
2004 року в Парижі відбувся міжнародний фестиваль «Монмартр в Європі», де в рамках фестивалю відбувся показ колекції «Чорне чи біле? Біле…».
Ще будучи дитиною, гостюючи в с. Китайгород, на Хмельниччині, Інна, за допомогою бабусі, створила свою першу маґодзу. (Маґодза — так на Поділлі називали ляльку, виготовлену мамою чи бабусею для дитини з підручних матеріалів). Відтак магічне слово з дитинства перетворилось на хобі, а згодом на серйозну дорослу творчість.
Вже 2006 року у Львові відбулася Міжнародна виставка текстилю «До витоків», де Інна Віталіївна представила свою колекцію «Гра в маґодзи». Того ж року, за участі Інни Івасюк відбулася виставка «Великдень в Українському домі», м. Київ, та ІХ Міжнародний пленер художнього текстилю «Лялька — образ моделі світу».
2007 року у Львові відбулася виставка «Різдво у Львові», де представлена композиція «Різдвяні маґодзи» та Міжнародна виставка текстилю «Людина — образ моделі світу» за участі Інни Івасюк. Того ж року в м. Львові відбувається персональна виставка «Чіча-ляля — справжня краля», а також Інна Віталіївіна стає учасником ІХ-го фестивалю національних культур «Соцветие», м. Сургут, Росія, та Ягелонського ярмарку, м. Люблін, Польща.
2008 року Інна Івасюк здивувала Lviv Fashion Week колекцією ляльок маґодз.
2009 року на благодійний аукціон фестивалю «Забавдень», мета якого запровадити у Львові традицію святкування Дня дитини, під час якого усі діти зі звичайних сімей та сиротинців мали б однаковий доступ до навчання та розваг, Інна Івасюк виставляє свої ляльки. Того ж року за участі Інни Івасюк у відбувається Львівський фестиваль «Ляльковий світ», в якому взяли участь близько 50 авторів-лялькарів з усієї України та зарубіжжя.
2010 року відомий кутюр'є Кензо перебуваючи на Lviv Fashion Week прийняв від Інни Івасюк в подарунок авторську ляльку.
2011—2012 роки лялькарка представляє своїх ляльок-маґодз за кордоном. Відвідує Росію, Грузію.
2013 року Інна Івасюк презентує виставку «Цикламеновий настрій» у новому форматі: маґодзи були частиною інтер'єру ресторану «На Соборній» у Львові.
У 2017 році стала учасницею виставки «Українське Різдво» у мистецькій галереї Музею історії Національного університету «Острозька академія»
А поміж цими виставками — презентації маґодз у маленьких львівських галереях, виготовлення ляльок на портретну схожість або подарункових. На рахунку лялькарки вже більше як півтисячі великих (висотою близько 50 см) та в рази більше середніх і маленьких ляльок маґодз.
За словами самої Інни, одяг ляльок — це переосмислення народного строю і створення сучасних, більш емоційних і яскравих образів: «На сьогоднішній день виготовлення ляльок для мене — це вже більше, ніж захоплення. Це спосіб мого світосприйняття. Це переосмислення традиційного народного строю і створення сучасних, більш емоційних і яскравих образів. Це просто море позитивних емоцій, які я отримую в процесі виготовлення кожної з моїх маґодз і якими можу поділитися з оточуючими».

## Роботи